# José Santés y Murgui
José Santés i Murgui (Llíria, Camp de Túria, País Valencià, 1817 - ?) fou un militar carlí del País Valencià.
Era d'una família de pobres llauradors, que el dedicaren a la mateixa feina, però als disset anys s'allistà a la partida de Cabrera i a les seves ordres feu tota la Primera carlinada.
Acabada aquella, fou dels que es negaren a sumar-se al conveni de Bergara i passà a França, on s'establí com a agricultor prop de Lió i es casà amb una francesa. Tornà de bell nou a Espanya el 1848, i ferit greu, va poder refugiar-se a França; però, en esclatar la Tercera Guerra carlina, no dubtà a tornar a empunyar les armes, servint al principi a les ordres del general Savalls.
Nomenat el 1873 segon comandant de la província de València, reuní en poc de temps 1.000 soldats perfectament armats i equipats, que augmentaren fins al doble en pocs dies. A mitjan setembre, s'apoderà de Conca, per la qual cosa se l'ascendí a brigadier, i després va recórrer ràpidament quasi tota la província, operant nombroses sorpreses i recollint un abundant botí.
A finals de desembre, sostingué un renyit combat a Bocairent amb el general Weyler, i es veié, a la fi, obligat a retirar-se. Continuà les seves corregudes pel Regne de València, augmentant considerablement les forces carlines, però fou acusat de la destrucció d'algunes línies fèrries i de malversació de fons, i passà de nou a França, on, per guanyar-se la vida, hagué de dedicar-se a la venda ambulant.